# 黃浩銘
黃浩銘（英語： Ho Ming；1988年10月24日—），外號“村長”，前社民連主席，早年就讀沙田培英中學，後來入讀香港理工大學社會科學系社會政策學士和香港中文大學社會政策碩士。

## 簡介

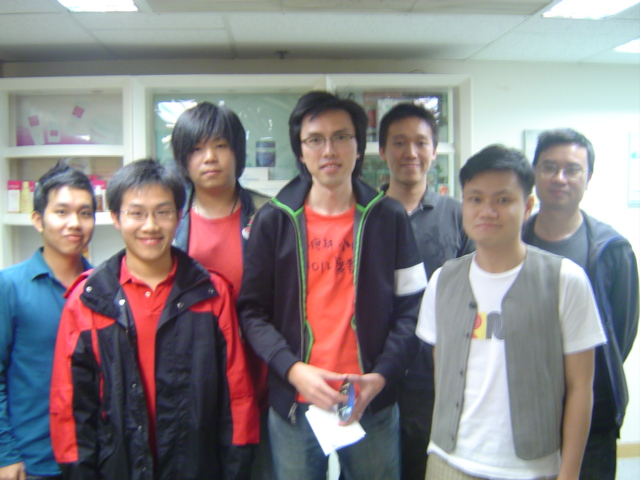
左一起社民連劉卓文、黃浩銘、姜靈彰、吳文遠、容樂其。《五區公投》第12集，香港人網，2010年4月24日

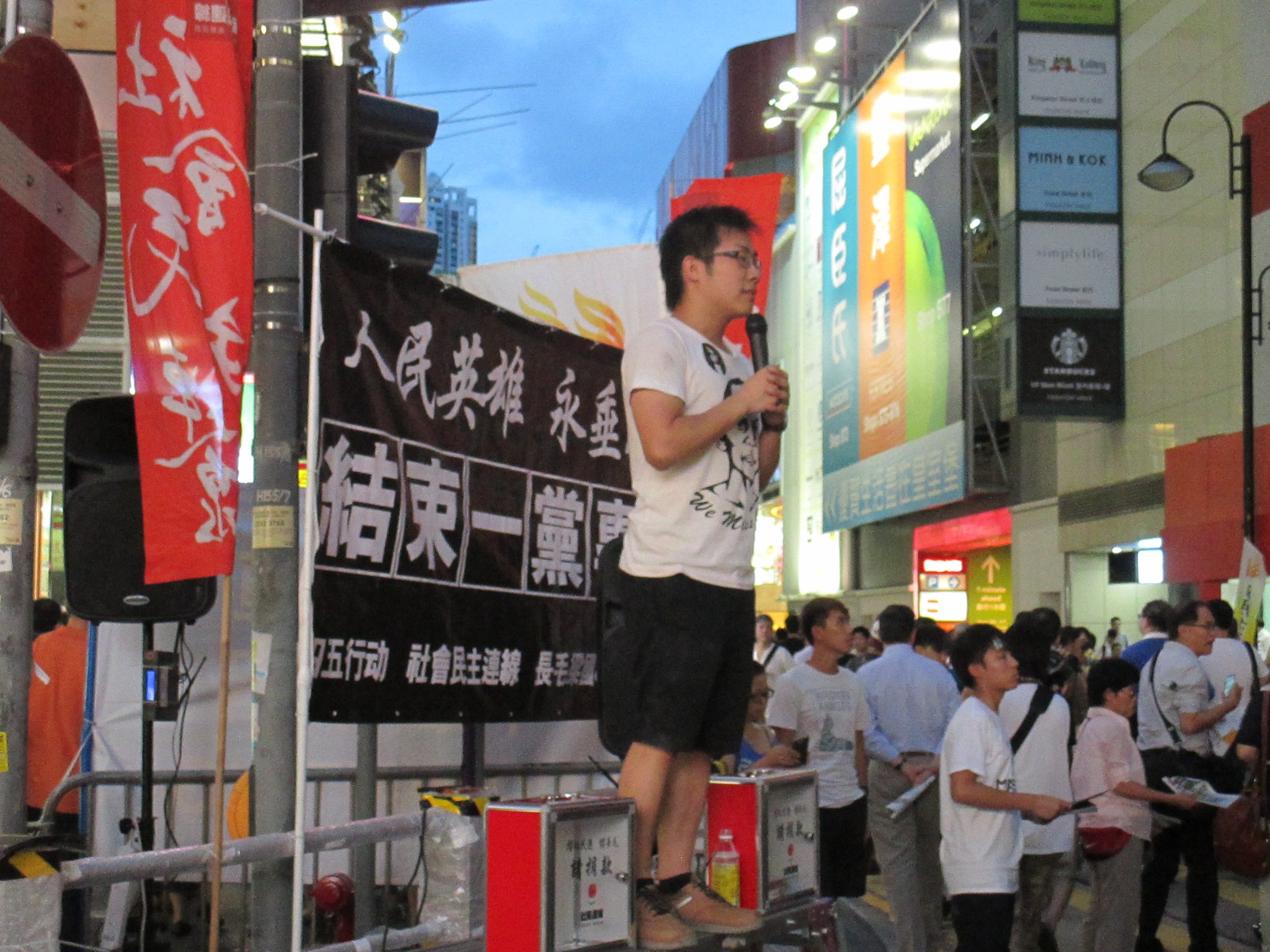
社民連黃浩銘在2015年六四呼籲平反六四、結束一黨專政、追究李旺陽被殺

黃浩銘受訪時曾透露，他本來與一般香港人一樣政治冷感，對2003年七一遊行毫無感覺與記憶，只記得SARS疫情襲港時有長假期。直至2008年香港立法會選舉期間聽見黃毓民在選舉論壇大叫「民建聯最無恥」，才對政治引起興趣，開始收聽網上電台。 
2008年，黃浩銘加入社會民主連線，當時父親非常反對。 父親黃裕財是原沙田鄉事委員會執行委員會成員及沙田下禾輋村非原居民代表，前公民力量成員，兩父子本屬不同政治陣營。但父親的政治背景未有影響黃浩銘對政治的觀感。
2010年，社民連、公民黨發動「五區公投」，黃浩銘與一眾社民連義工落區宣傳，極之活躍。
2011年參選沙田瀝源區區議員挑戰公民力量，僅23歲之齡以41.17%選票高票落敗。
2014年2月，黃浩銘以25歲之齡，當選社民連內務副主席，接替退下來的鄧徐中。其後，隨著黃父與沙田鄉事派反目，父子關係逐漸好轉，並多次在選舉中為兒子站台。
2015年再次出戰沙田瀝源區香港區議會選舉，以43.87%選票再次高票落敗。
2016年參選立法會選舉，黃浩銘與人民力量立法會議員陳偉業合組名單出戰新界西，惜最終以28529票排第11位，與新界西最後一席的何君堯僅相距7128票，未能成功當選。
2017年8月15日，因新界東北案「非法集結」罪被律政司覆核刑期，上訴庭（楊振權副庭長、潘兆初法官、彭偉昌法官）由120小時社會服務令改為13個月監禁，首度入獄。監禁101日後，於11月24日保釋外出，上訴至終審法院，翌年9月獲終審法院改判為短期監禁，無須重返監獄。
2018年1月17日，因旺角佔領區清場「刑事藐視法庭」被高等法院法官陳慶偉判監禁4個月15日，第二次入獄，同年4月16日刑滿出獄。。
2019年4月24日，因佔領中環（雨傘運動）案「煽動他人參與公眾妨擾」及「煽動他人煽動公眾妨擾」罪成，被區域法院法官陳仲衡判處8個月監禁，第三次入獄，同年10月3日刑滿出獄。
2021年8月21日，因反送中修例運動中的九龍遊行案「組織未經批准集結」罪成還押，至9月1日被區域法院法官胡雅文判處14個月監禁，第四次入獄，翌年5月30日刑滿出獄。

## 言行及事件

### 加入社民連
2008年，黃浩銘加入社民連。後來接受訪問時表示，加入的原因是一次於網上看到黃毓民在立法會選舉論壇上大戰李慧琼，被黃的口才吸引，繼而收聽網台，受黃毓民、蕭若元及梁國雄薰陶下毅然加入社民連，放棄從前的AO夢。

### 首次抗議反高鐵
2010年1月16日，香港立法會經歷數星期高鐵撥款討論後，「反高鐵停撥款大聯盟」發動萬人宇宙大遊行，爆發香港反高鐵撥款警民衝突。黃浩銘與部份示威者不滿大聯盟的行動，憤而衝出遮打道及昃臣道佔據馬路，萬人包圍立法會，要求與時任運輸及房屋局局長鄭汝樺對話。大批示威者包圍立法會，警方曾嘗試將黃浩銘及其他示威者抬離現場，惜行動失敗，令鄭汝樺及一眾官員未能駕車駛出立法會，被圍困近六小時，午夜後，鄭由數百名警察突圍護送，從港鐵站逃離現場。

### 被指責侮辱女性
2010年10月，時任社民連行政委員的黃浩銘，在網上跟朋友討論釣魚島事件。其友人在facebook指要罷買日貨，不過黃浩銘就反其道而行，認為要多多光顧，更說：「講多無謂，今晚就去夜總會搵條日本妹宣洩主權」。結果社民連創黨成員李偉儀向當時的黨主席陶君行投訴，指黃浩銘侮辱女性。最後陶君行發表聲明，強調社民連「反對任何有辱女性及涉及歧視的言論」，而黃浩銘亦就不當言論道歉，該黨會交由紀委會處理事件。李偉儀亦以「愛之深、責之切」來終結此事。黃浩銘對記者回覆，指留言純粹跟朋友開玩笑，對「搞出個大頭佛」感到抱歉。
惟社民連陷入分裂邊緣。黃毓民與陶君行為了是否在區議會選舉狙擊民主黨而內鬥。黃毓民與任亮憲、李偉儀為一派，與陶君行一派的內閣行委互相指責。 政界中人估計李偉儀借黃浩銘失言而乘機攻擊社民連內閣，是推翻陶君行的其中一著。七日後，李偉儀、任亮憲等宣佈要倒閣、推翻陶君行一派。

### 反財政預算案被控非法集結
2011年3月6日，泛民主派遊行反對《財政預算案》。社民連在下午2時先在灣仔修頓球場發起遊行，獲多個團體包括新民主同盟、好煙民大聯盟、雷曼苦主大聯盟到場聲援，隊伍一度達近千人，以80後青年為主。遊行隊伍沿途高呼「撤回垃圾財政預算案」、「曾俊華下台」，行至中環長江中心時，則高呼「打倒地產霸權、李嘉誠收皮」。遊行隊伍3時到達遮打花園入口，但由於花園早已逼爆，社民連被迫調頭，率先到政府總部示威。晚上，社民連及部份80後青年轉移陣地，佔據中環德輔道中及雪廠街交界馬路示威，警方多番嘗試清場不果，突然使用胡椒噴霧，多人中招，包括一名8歲男童。多名80後青年示威者遭警方踢傷和扭傷頸部。有直擊事發過程的社民連成員強烈譴責警方濫用暴力、無人性，警方今日凌晨稱，以非法集會罪名拘捕89男24女，共113人。 包括社民連時任主席陶君行在內的四名持擴音器帶領集會人士，控以協助組織和參與未經批准的集結罪。陶君行及成員黃浩銘昨認罪，判罰款2,000和1,000元；同案兩名女被告葉浩意和葉寶琳，准自簽5,000元，守行為一年。黃浩銘指自己不是暴徒，是政府不願對話，逼示威者上街，並向當日受阻市民道歉。東區裁判法院裁判官梁榮宗指當時示威者和平集會，並讚認罪是負責任的表現。

### 衝擊曾蔭權
2011年3月，當時的香港特首曾蔭權到香港歷史博物館，參觀辛亥革命百週年展覽，多名社民連成員在場外抗議，黃浩銘衝上前，企圖將一盒粟米石斑飯，及印有反對預算案的紙張，掟向曾蔭權。在騷亂之中，曾蔭權聲稱腰部被推撞而感到痛楚，事後還到醫院檢驗「傷勢」，而黃浩銘則被控擾亂公眾秩序罪名，但被判無罪。
報章多形容黃浩銘憑此役「聲名大噪」，被冠以「掟飯男」稱號。
9月，九龍城裁判法院就案件宣判，指黃浩銘跟另一名被告行為並無構成破壞社會安寧，裁定二人擾亂公眾秩序罪名不成立，當庭釋放。裁判官更指出，沒有證據顯示曾蔭權與案中被告有身體接觸。

### 向胡錦濤示威
2012年6月29日，中共總書記胡錦濤乘機抵港。社民連分兵，吳文遠、何潔泓等人在東涌的天橋向胡錦濤車隊展示抗議標語，要求平反六四、追究李旺陽之死，期間與警方衝突。黃浩銘和陶君行、陳德章、馬雲祺、林森成在往機場的北大嶼山公路上下車，爬上山坡向胡錦濤的車隊展示「平反六四」和「還我旺陽」的橫額。警方檢控黃浩銘等人違反交通條例。2013年8月12日，黃浩銘等五人昨被判處罰款港幣3,000元或4,500元，合共港幣18,000元。五子在庭外批評判刑過重，高呼「陳茂波醉駕無罪　社民連示威有罪」。

### 家人涉僭建
2013年2月，《東方日報》報導黃浩銘報住的沙田下禾輋村龍華花園，其居所範圍不但有僭建，而且涉嫌非法更改農地用途。他在facebook留言回應：「我就快畀我老竇老母趕出去，要瞓街瞓天橋底，梁振英你開心啦？（我快要被我父母趕出去，要睡街上睡天橋底，梁振英你開心吧？）」
他回應記者指，是父母當年不懂法律，買了一幅「花園地」，沒有用來耕種卻建了屋。現在地政總署要入屋搜查，他也覺得無可厚非。他更指原來在施政報告地區諮詢會期間，已有人「提醒」他爸爸：「如果你個兒子狙擊CY（梁振英）就找人搞你的房子！」他慨嘆，原來劉夢熊所言非虛，坦言考慮搬離以免連累家人。

### 為「拉布」拖延立法會升降機
2013年4月，香港立法會審議《財政預算案》期間，進行拉布戰。當時黃浩銘身為議員梁國雄的助理，他夥同社民連成員林翰飛，數度按下議員專用升降機全部樓層掣，拖延議員返回會議廳。兩人被控兩項「企圖妨礙前往或離開立法會會議廳範圍或在立法會會議廳範圍內的立法會議員」罪。
黃浩銘自行求情時明言：「有人說我『玩升降機』，我不是玩，我的確是全按所有層數的按鈕，想妨礙議員進入會議廳。但梁振英都全按了立法會的按鈕，叫建制派議員去譴責『拉布』和要求表決」。其後律政司拒絕二人以簽保方式了事的提議，二人隨即認罪，分別被判罰款港幣1,500及3,000元。

### 焚燒白皮書被捕
2014年6月11日，學民思潮、學聯、社民連、人民力量與保衛香港自由聯盟等多個團體，到中聯辦抗議北京國務院發表的《一國兩制白皮書》是破壞中央對港人治港的承諾，於是焚燒白皮書。2015年7月6日，警方落案檢控社民連黃浩銘、人民力量立法會議員陳偉業、學聯羅冠聰、學民思潮黃之鋒四人「妨礙公職人員執行職務罪」，即俗稱「阻差辦公」，指他們沒有聽從警方命令云云，以及阻撓警員撲滅火種。黃浩銘到西區警署應訊，十多名社民連成員到場聲援，立法會議員梁國雄及黃浩銘更在警署門外再燒白皮書，抗議警方打壓集會和言論自由。
2016年6月7日，黃浩銘於東區裁判法院接受判刑，黃選擇自辯。法官最後裁決全部四名被告包括黃浩銘罪名不成立。另外，黃浩銘即時向法庭申索追討港幣68.9元訟費，聲稱以彌補警察及律政司「濫告」而招致的交通及影印費用，獲法庭批准。

### 反對新界東北發展規劃
2014年6月13日，因反新界東北發展前期撥款浪潮而爆發示威活動。期間黃浩銘阻止示威者用鐵馬衝擊立法會大閘，並大聲說道「村民唔係咁諗」，成為網民流傳的金句，黃浩銘亦因而被戲稱為「村長」。《東方日報》稱讚其有關行徑「令人改觀」。當晚，黃浩銘在內多名示威者被警方以「非法集結」罪拘捕。2014年9月20日，亦即2014年香港學界大罷課前夕，警方突然上門預約拘捕包括黃浩銘在內20多名反新界東北發展前期撥款示威者，黃被警方落案起訴「非法集結」、「企圖強行進入」及「妨礙立法會人員執行職務」三項罪名。黃浩銘認為是次拘捕帶有政治訊息：「當我哋話就嚟要罷課、就嚟要佔中嘅時候，佢先突然間話要告番，當中有政治訊息，話畀香港人聽『你唔好亂咁嚟！』」。 

#### 判刑、刑期覆核及保釋上訴
2015年12月30日，黃浩銘與其他12名被告於反新界東北撥款示威案被裁定「非法集結」罪名成立，而另外兩項「企圖強行進入」及「妨礙立法會人員執行職務」則罪名不成立。黃浩銘及土地正義聯盟召集人何潔泓臨時辭退其代表律師選擇親自求情。黃於庭上表示不怕入獄，但害怕沒人彰顯公義，稱要向港人求情，望港人明白眾被告的源委，關心被逼遷者的焦慮，並對當晚所為絕不後悔，不求減刑，亦不怕坐監，因新界東北發展計劃令很多人流離失所，惟當時財委會主席吳亮星仍強行表決。2016年2月19日，黃被判120小時社會服務令。而裁判官溫紹明於判刑理由中指出：「如果被告有悔意的話，反而法庭認為他們不是太有原則，如果是覺得有需要或被忽略的人爭取公義或者發聲，的確不應該對這一想法有悔意，應該是堅持。」，認為為社會發聲無錯，更是一件好事。
及後律政司不滿東北案13名被告的刑期過輕，向高等法院上訴法庭申請覆核刑期。2017年8月14日，黃浩銘於庭上自辯指出，示威當日挺身而出反對東北發展計劃是「盡咗自己嘅責任」，認為當日的行動或可以更和平的方式做得更好，但是「毫無悔意」。黃引用案例反駁律政司所提出的指控，指律政司刻意借用外國暴動案來調高刑期是「比擬不倫」。黃對有保安受傷表示遺憾，表示從沒意圖攻擊任何人，自己一直主張和平抗爭。2017年8月15日，法庭裁定律政司覆核刑期得直，黃浩銘由120小時社會服務令被改判入獄13個月，被安排囚禁於赤柱監獄，被帶離法庭前往監獄時大叫「土地屬於人民，還我民主規劃，公民抗命無畏無懼」。
黃浩銘與眾人均提出上訴至終審法院。2017年11月24日，即入獄第102日，黃就該案申請保釋並獲批准。2018年3月21日，終審法院批准東北案13名被告上訴許可，決定於9月7日正式審理案件，但同日取消因佔領旺角清場刑事藐視法庭案而正服刑的黃浩銘的保釋。同年4月黃浩銘因在獄中行為良好，提早完成刑期，並再就東北案申請保釋。2018年4月16日獲終審法院批准以1萬元保釋及需交出旅行證件並每星期到警署報到，但拒絕其外出到台灣參與研討會的申請。

### 預演佔中被捕
2014年7月1日晚，學聯在遮打道發起預演佔領中環，直至7月2日早上8時。 社民連副主席黃浩銘有份在台上發言，與群眾一起被捕，需要保釋候查。

### 雨傘運動

#### 闖入公民廣場
2014年9月26日晚10時30分左右，黃浩銘與社民連主席梁國雄、學聯秘書長周永康、副秘書長岑敖暉、學民思潮召集人黃之鋒等闖入公民廣場。警察當晚並未展開拘捕行動，公民廣場外亦愈來愈多人聚集，直至翌日中午（9月27日），第一次參與行動的「速龍」（身穿藍色警服的警隊）將公民廣場內所有人帶走，包括黃浩銘，所有示威者被帶回黃竹坑警察學院，並於當晚獲釋。

#### 佔據分域碼頭街 促成反包圍
9月28日中午，黃浩銘在金鐘由夏慤公園出口經天橋走到演藝道，當時警察已包圍公民廣場、添美道及龍匯道一帶，不許包圍圈的群眾離開。接近下午2時，黃浩銘在分域碼頭街發起「反包圍」行動，呼籲市民加入反包圍警察，聲言不許警察清場。其後，社民連曾健成、民主黨李永達由演藝道走到告士打道呼籲人們走出去，約下午3時許，人龍一直在干諾道及夏慤道往西走，東行線已堵住，下午4時左右開始堵住西行線。

#### 被施放催淚彈驅趕
9月28日黃昏，雨傘運動爆發。晚上，黃浩銘與群眾走向防暴警察之前，高喊「保護學生」，要求防暴警察撤退。警察施放催淚彈。黃浩銘拍下了那一刻，寫下了當時的感受：
|  | 「我沒有足夠的裝備抵禦催淚彈，突如其來的煙霧，害我差點窒息。呼吸困難，前路茫茫，奔走時，不其然浮現：「我回我快要死了！」的訊息。摔了一交，立即再站起來跑，努力掙扎，後面的人給我水，我全力沖刷，想要緩和呼吸。」 「眼見防暴隊不斷在夏愨道驅散群眾，心想這回我們守不住了；卻又見到勇敢的人們又走上前，高舉雙手攔路。由衷地佩服那些攔路抗爭者，我無話可說，他們戰意高昂，勇氣十足，被擊退後又再上前。一輪擊退後，防暴警最後停留在干諾道中，然而，群眾很快地又再聚集，再次包圍他們，而防暴警似乎未有收到上頭指示，不敢造次，最後更全面撤退，群眾重奪夏愨道和干諾道中。」 「群眾就是英雄，我這樣的都是愚昧的。他們自主性高，自制力強，恪守非暴力原則，不會衝上前跟防暴警對打，卻高舉雙手，讓傳媒拍攝到梁政權如何鎮壓香港人，重重摧毀其認受性。想甚麼旺角會騷亂，當然有可能，但我相信，今天上街的朋友，都能機智地化解危機，遠離滋事者，以非暴力抗爭對抗強權。」 |

#### 佔中九子案
2014年11月25日，旺角佔領區開始清場，黃浩銘被捕前被警打至耳出血，後被押送上警車時警察刻意用手遮掩該耳朵。 12月10日晚，金鐘佔領區清場前夕，社民連黃浩銘被捕。
2014年12月10日晚，金鐘佔領區清場前夕，社民連黃浩銘在正前往金鐘佔領區時，在沙田上禾輋村村口被警方以「非法集結」拘捕，翌日下午警察金鐘清場完畢，黃浩銘才在九龍城警署獲取保釋，並趕赴葵涌警署支持其他在金鐘佔領區被捕的示威者。
2015年1月上旬，香港警方對雨傘運動中各人進行起訴，首批預約拘捕了50人。黃浩銘對於朋友被捕，在facebook發表感想：「今日，陸陸續續亦有朋友被警察預約回巢檢控，不少人更是第一次有這遭遇，實在令我感到非常興奮！」黃浩銘及後在原文更新解畫：「用詞不當？錯了，愈多人被控，抗爭的餅就會愈大，勇於承擔的人愈多；公民抗命者愈多，這條路將會更闊，將會有更多人加入行列，相反，無人被檢控的民主運動，不受政權重視，才令人沮喪」。
2019年4月9日，黃浩銘被裁定「煽惑他人作出公眾妨擾」及「煽惑他人煽惑公眾妨擾罪」罪名成立，在4月24日被判監8個月。

#### 刑事藐視法庭罪成入獄
2017年10月13日，黃浩銘與同案另外19人被裁定「刑事藐視法庭」罪名成立，在2018年1月17日，被判監禁4個月15日。1月23日，黃申請保釋被拒絕（同案黃之鋒則獲准保釋），他在被懲教署人員帶走時高叫：「雨傘運動無罪，我要真普選，新年快樂，身體健康，大家加油，頂住！」。同年3月23日，高等法院上訴法庭頒判詞駁回其上訴，維持原訟庭的裁決。
基於黃在獄中表現良好，他在2018年4月16日刑滿出獄。

### 港鐵站內抗議港鐵加價
2016年4月7日，黃浩銘與其他人士在港鐵荃灣站內抗議港鐵加價，期間他因使用揚聲器廣播及拒絕離開，被指不依從港鐵職員指示而違反《港鐵附例》，遭票控一項「沒有遵從告示」罪。同年12月23日在觀塘裁判法院受審，暫委裁判官認為荃灣站站長要求眾人離開及關掉擴音器不合理，雖然接獲3位乘客投訴擴音器嘈吵，但站長並無向黃作出警告便要求他關掉擴音器及離開，也沒有叫他們到指定公眾活動區示威及沒有考慮其示威權利，裁定罪名不成立，黃浩銘勝訴，但裁判官強調每個案件不同，不代表法庭鼓勵法律不容許的示威。
本案黃浩銘沒聘請律師，選擇自辯，稱《基本法》清楚說明保障示威權利，表達意見權利。

### 黑紫荊行動
適逢主權移交二十周年和中共總書記習近平訪港，社會民主連線共發動兩次黑紫荊行動。2017年6月26日清晨，社民連、人民力量及香港眾志等人突襲金紫荊廣場，以黑布覆蓋金紫荊雕像，並發文以「一國兩制危在旦夕，民主自決香港前途」為題，表達港人對北京政府出爾反爾的憤怒，亦為對香港政府二十年來不公不義的控訴。
兩天後到6月28日下午，社民連、人民力量、香港眾志及大專政改關注組發動佔領黑紫荊行動，黃浩銘與其餘二十多名示威者再度包圍金紫荊，並於雕像上掛上「無條件釋放劉曉波、香港市民要真普選」之標語，要求港府及正在訪港的中共總書記習近平回應訴求。示威者其後因涉嫌干犯公眾妨擾罪被捕，他們批評警方放慢處理一干人等被捕程序，黃浩銘及大部分示威者被扣留20小時以上。其間，黃浩銘等人於警署內申請人身保護令，要求警方盡快處理被捕手續，釋放一眾示威者。隨即，警方釋放全部示威者。

### 社民連七一抬棺材示威
2017年7月1日早上，社民連成員運送示威物資，準備到灣仔金紫荊廣場升旗禮示威時，突被十多名不明埋伏男子包圍，並將示威棺材毀壞後逃去。其後，眾成員分別被跟蹤，更甚被襲擊。社民連及香港眾志示威者遊行至金紫荊廣場，社民連示威棺材再成為被追打破壞之目標。警方之後以「影響公眾秩序」為由，將梁國雄、黃浩銘帶上警車送走。其後再以同一理由，將社民連主席吳文遠、成員陳皓桓及黃之鋒逐一帶上另一警車。社民連等人質疑警（警察）黑（黑社會）合作，有意阻撓示威者，使其不能於七一大遊行中示威。

### 4‧18大抓捕
2020年4月18日，黃及其黨友梁國雄，以及多名同屬前任及現任立法會議員和泛民主派人士，如李柱銘、何俊仁、楊森、李卓人、吳靄儀、區諾軒、單仲偕、何秀蘭、梁耀忠、《蘋果日報》創辦人黎智英、民間人權陣線副召集人陳皓桓及民主黨蔡耀昌等多達15人被警方以參加於8月18日，10月1及20日的「未經批准集結」為由拘捕。5月18日下午，案件被告於西九龍裁判法院提堂，分三案處理，轉介至區域法院處理，各被告獲准各以1,000元保釋候訊。2021年9月1日，九龍遊行案，黃浩銘被判囚14個月。

## 選舉

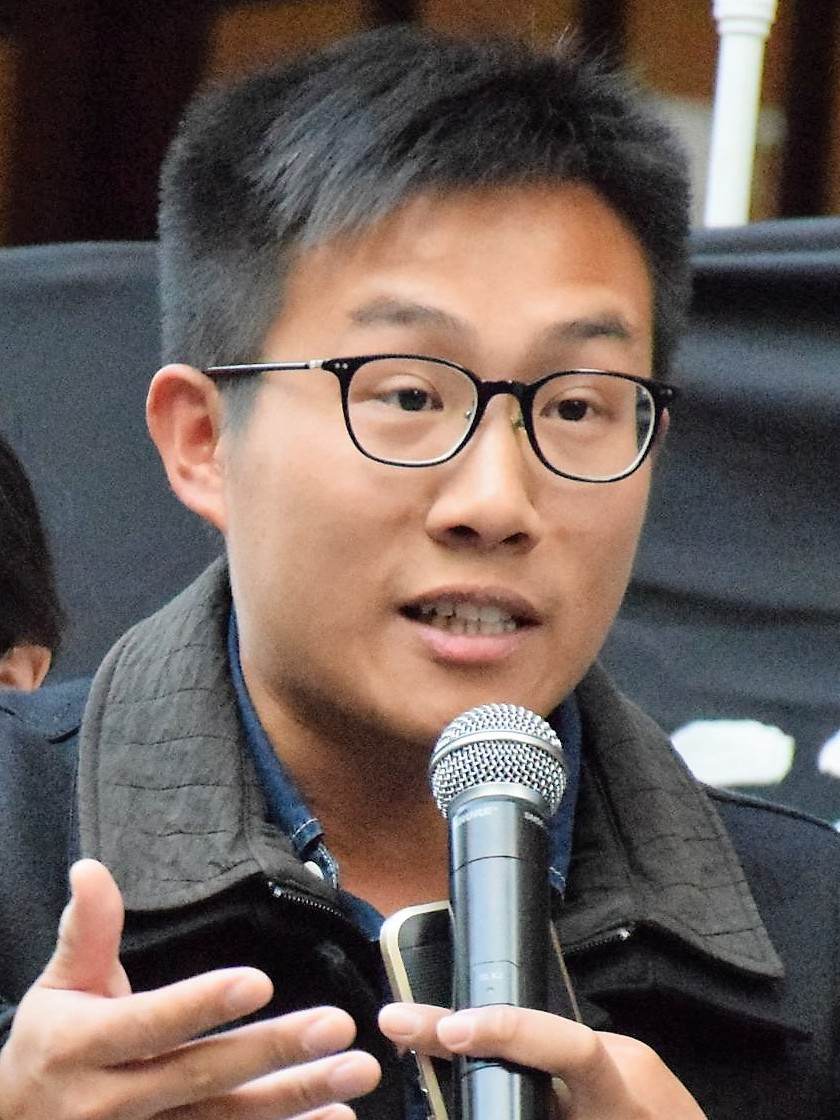
社民連副主席黃浩銘 (攝影：美國之音湯惠芸)

### 2011年區議會選舉
2011年，黃浩銘首次參與區議會選舉，挑戰瀝源區接替資深區議員簡松年的公民力量成員黃宇翰。選舉期間，黃浩銘之父，同為公民力量成員的黃裕財批評黃宇翰選舉單張誤導選民，指黃宇翰在宣傳單張中兩項涉及下禾輋村的「功績」均屬不實陳述，有爭功奪利之嫌。黃浩銘曾協助沙田排頭村村民反對興建架空天橋，撰寫了一份完整計劃書交給路政署，爭取興建無障礙通道，最終成功擱置工程，因而獲村民支持，目前無障礙通道亦正興建。
黃浩銘最終獲得967票（41%），以415票之差敗於黃宇翰。事後黃浩銘接受訪問時說：「一年前我才『落區』做服務，有這樣的成績，這已經是很大的勝利！」。
| 政党   | 政党     | 候选人    | 票数  | %     | ±      |
| ------ | -------- | --------- | ----- | ----- | ------ |
|        | 社民連   | ①. 黃浩銘 | 967   | 41.17 | 不適用 |
|        | 公民力量 | ②. 黃宇翰 | 1,382 | 58.83 | 不適用 |
| 多数票 | 多数票   | 多数票    | 415   | 17.67 | 不適用 |

### 2015年區議會選舉
2015年11月，黃浩銘再度參與瀝源區區議會選舉，最終獲得1406票（44%），以393之差再次高票敗於新民黨黃宇翰，其所得票數比例更比上屆追近2.7%。敗選後，黃浩銘接受訪問時承認自己與居民建立關係上有所不足，以往一直認為只要努力改善社區設施，選民便會喜歡自己，相信一條無障礙斜坡比一餐飯更重要。經過兩屆區選，黃浩銘方意識到社區關係不容忽視，但平日在立法會上協助長毛、上法庭和參與社會運動，已佔據三分二的時間，無法投放大量時間認識街坊，是落敗原因之一。
| 政党   | 政党            | 候选人    | 票数  | %     | ±     |
| ------ | --------------- | --------- | ----- | ----- | ----- |
|        | 新民黨/公民力量 | ①. 黃宇翰 | 1,799 | 56.13 | -2.70 |
|        | 社民連          | ②. 黃浩銘 | 1,406 | 43.87 | +2.70 |
| 多数票 | 多数票          | 多数票    | 393   | 12.26 | -5.22 |

### 2016年立法會選舉
2016年7月23日，社民連黃浩銘及人民力量陳偉業報名參選立法會選舉，立法會議員陳偉業在名單中排第二，為黃浩銘抬轎。8月2日，社民連、人民力量及香港眾志出席候選人簡介會，眾人衝上台搶咪，黃浩銘高叫「確認書即是《廿三條》，不要政治篩選！」，抗議選舉主任取消梁天琦參選資格。
9月4日，黃浩銘及陳偉業名單終獲得28529票，未能當選。黃浩銘當晚接受訪問時表示相信自己難以進入議會，他多謝人民力量的支持者，亦多謝人民力量陳偉業於半年來的教導，對於未能得到一席，對陳偉業深表歉意。事後亦撰文說道：「我沒有甚麼可以報答大家，唯一可以的回饋大家的，就是在將來的抗爭路上，你一定會見到我，而我在選舉中承諾要爭取的，我都會繼續努力去做，而且更盡力去做。我說過，即使你會為我敗選而傷心，但你一定不會後悔」；資深時事評論員蕭若元亦表示黃浩銘「勇冠三軍」，尊重他作為一個實際履行信念的人，希望他能成大器。

## 外部連結
- 黃浩銘的Facebook專頁
- RaphaelWongHK的Facebook專頁

| 政黨職務      | 政黨職務                | 政黨職務      |
| ------------- | ----------------------- | ------------- |
| 前任： 吳文遠 | 社會民主連線主席 第七屆 | 繼任： 陳寶瑩 |